# Некресская епархия
Некре́сская епа́рхия (груз. ნეკრესის ეპარქია) — епархия Грузинской православной церкви, расположенная на территории Кварельского и Лагодехского муниципалитетов.

## История
Основание первых епархий Грузинской православной церкви на территории Кахетии грузинская историческая традиция приписывает царю святому Вахтангу Горгасали. Возможно, что среди учреждённых при нём епархий была и Некресская. Изначально под властью Некресских архиереев находились провинции Гагмамхари и Дидоети.
Обращение Общин горцев Кахетии (кварельцев в верхнем течении р. Иори, пховцев, тушинцев) в православие связано с именем одного из 12 сирийских отцов, священномученика Авива, епископа Некресского (2-я половина VI века).
В VI—XII века власть Некресских епископов распространялась на провинцию Тушетия, население которой было крещено священномучеником Авивом Некресским
К середине XVI века в связи с переселением лезгин и исламизацией коренного населения границы Некресской епархии на востоке сократились до села Гавази, на севере из епархии вышли территории Дидоети.
Согласно статистическим данным начала XIX века, в Некресской епархии насчитывалось 14 селений, 86 дворов, 56 церквей, было 5 князей.
После упразднения автокефалии Грузинской православной церкви 30 июня 1811 года был образован Грузинский экзархат. Епархии были укрупнены. В Кахети на основе Руставской, Некресской, Бодбийско-Сигнахской, Алавердской и Ниноцминдской епархий была образована Алавердско-Кахетинская (Алавердско-Телавская) епархия. С 28 декабря 1818 года территория бывшей Некресской епархии входила в состав Картали-Кахетинской епархии.
Посте восстановления автокефалии Грузинской православной церкви территория бывшей Некресской епархии входила в состав Алавердской и Бодбийской епархий
Некресская епархия была восстановлена решением поместного собора, прошедшего 18-19 сентября 1995 года на территории Кварельского и Лагодехского муниципалитетов Грузии. Кроме того, в состав епархии были включены приходы на территории исторической области Саингило в Азербайджане.
17 октября 2002 года Священный Синод Грузинской православной церкви изменил название епархии на Некресскую и Эретскую.
30 апреля 2009 года решением Священного Синода Грузинской православной церкви, приходы в Азербайджане отошли к созданной Дедоплисскарской и Эретской епархии, в связи с чем епархия новь стала называться Некресской.

## Епископы
- Авив (приблизительно 530-е — 560-е годы)[7]
- Захария (Джорджадзе) (до 1623)[8]
- Досифей (Черкезишвили) (вторая половина XVIII века)[9]
- Амвросий (Микадзе) (1792—1812)[10]
- Сергий (Чекуришвили) (октября 1997 — 19 сентября 2021) †
- Димитрий (Капанадзе) в/у (2021—2022) †